# (36448) 2000 QE2
2000 كيو إي 2 (ويعرف أيضًا باسم (36448) 2000 كيو إي 2 وفق تسمية الكوكب الصغير) (بالإنجليزية: 2000 QE2)‏ هو كويكب ضمن حزام الكويكبات؛ وترتيبه 36448 من حيث الاكتشاف.
اكتُشف هذا الجُرم الفلكي بواسطة بحث لنكولن عن الكويكبات القريبة من الأرض في 24 أغسطس 2000.

## وصلات خارجية
- (36448) 2000 QE2 في قاعدة بيانات مختبر الدفع النفاث لأجرام النظام الشمسي الصغيرة

- الاكتشاف · مخطط المدار ·  العناصر المدارية · المعلمات المادية

- (36448) 2000 QE2 على موقع ويكي سكاي: DSS2, SDSS, GALEX, IRAS, Hydrogen α, X-Ray, Astrophoto, Sky Map, Articles and images